# پل هل گیت
پل هل گیت (انگلیسی: Hell Gate Bridge)، یک پل راه‌آهن در شهر نیویورک، آمریکا بر روی رودخانه ایست است.
این پل آستوریا در کویینز را به راندالز و جزایر ووردز در منهتن متصل می‌کند، پل هل گیت دارای ۵٫۲ کیلومتر طول و ۳۰٫۵ متر عرض است و در سال ۱۹۱۷ ساخته شده‌است.

## نگارخانه

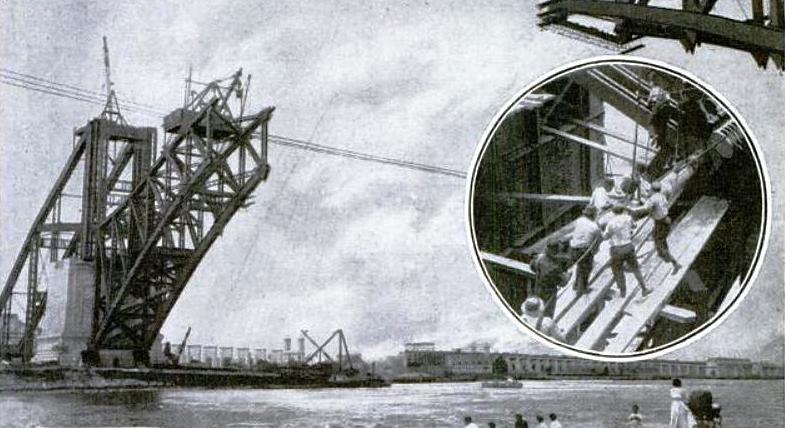
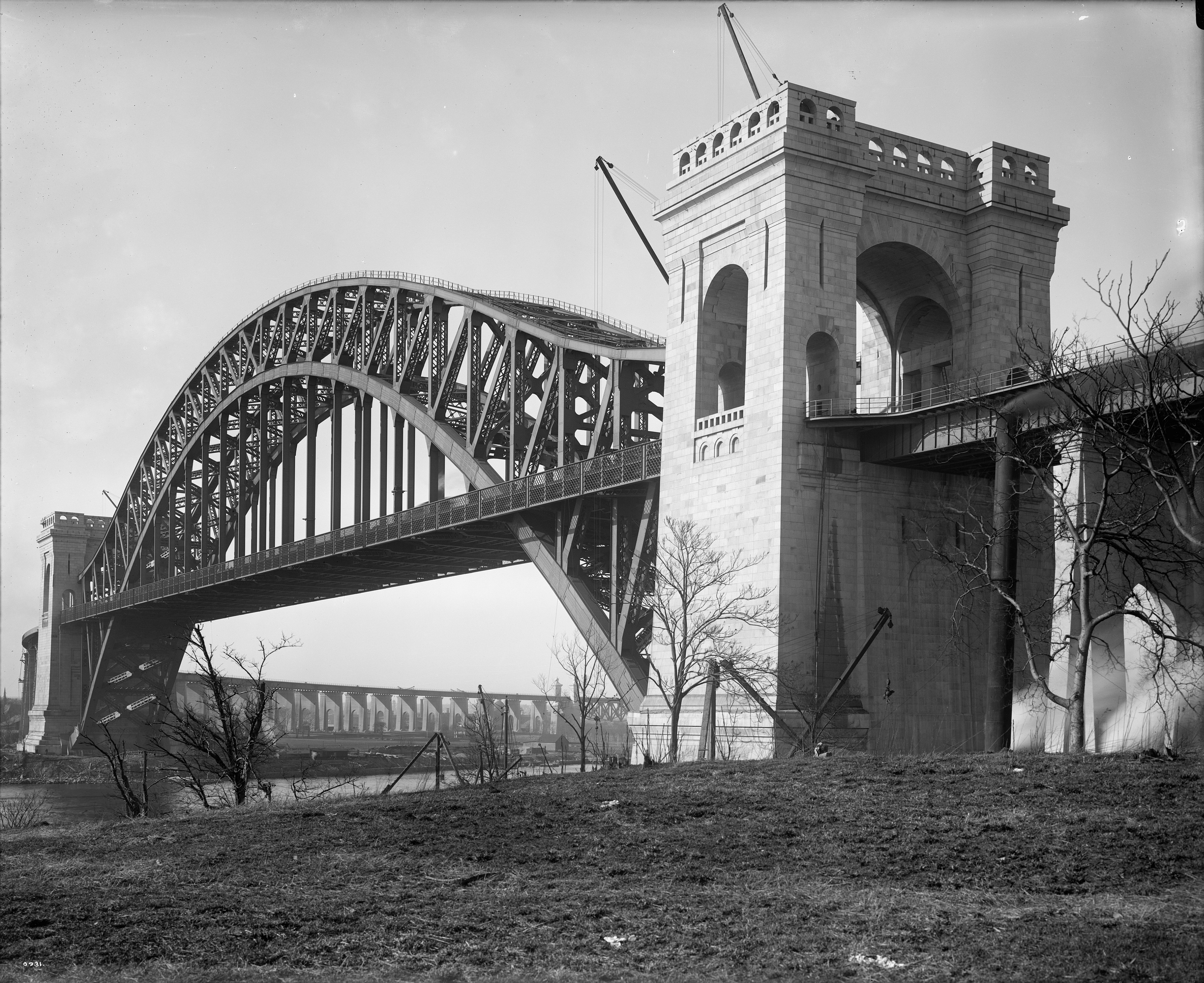
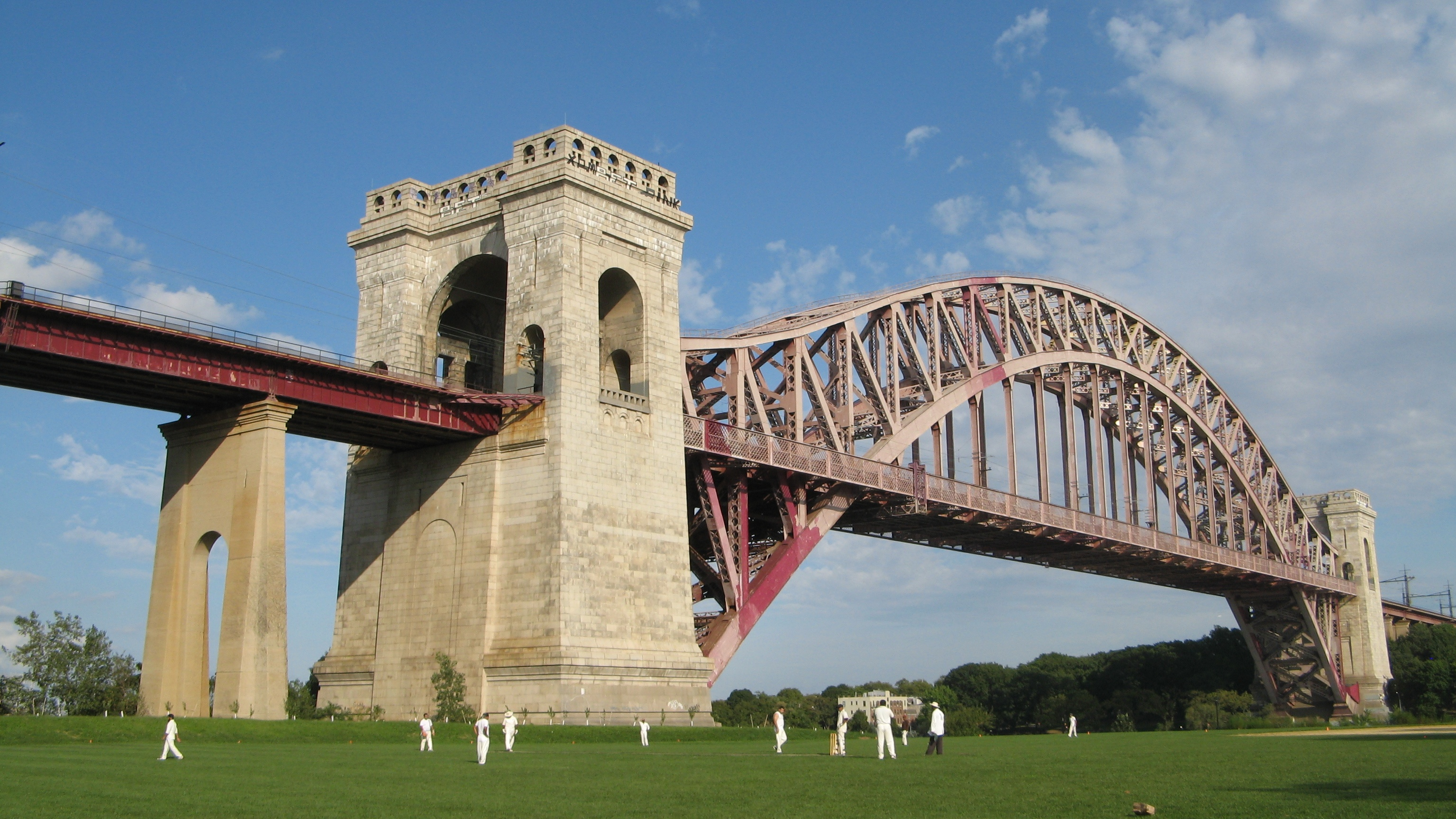
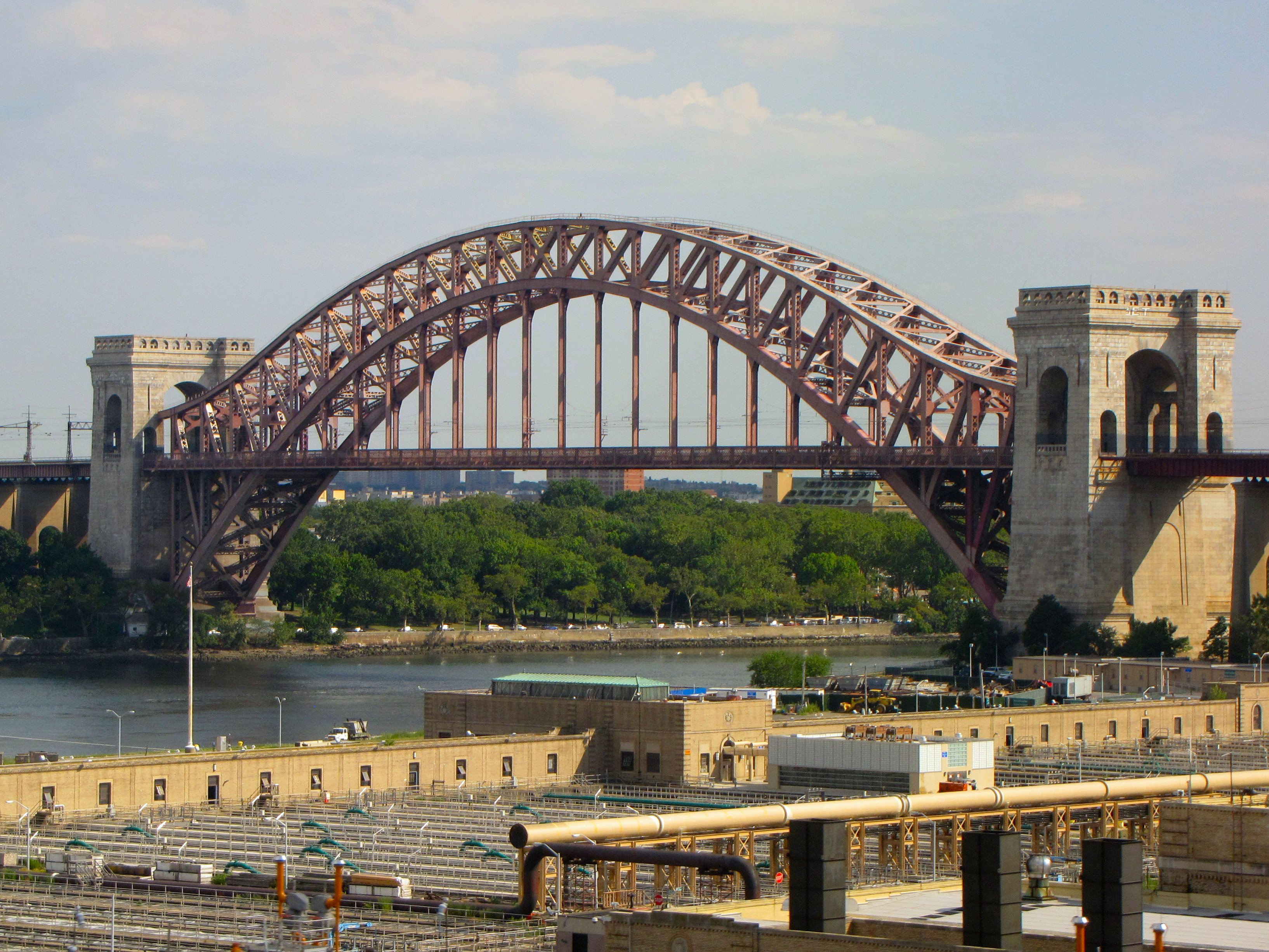